# Сан-Мартин (регион)
Сан-Мартин (исп. San Martín) — регион на севере Перу. На севере и востоке граничит с регионом Лорето, на юге — с регионом Уануко, на западе — с регионами Ла-Либертад и Амасонас. Площадь региона — 51 253 км². Население — 813,4 тысяч человек (2017). Административный центр — город Мойобамба, крупнейший город — Тарапото.

## География
Регион находится на территории приандийских сьерр у восточного склона Анд. Почти вся территория покрыта амазонскими и высокогорными тропическими лесами. На западе региона возвышаются восточные склоны Анд, здесь высота достигает 4 километров и более, а горы пронизаны большим количеством каньонов. На северо-востоке — периодически затапливаемые леса Амазонской низменности.
Одна из главных рек — Уальяга. Среднегодовая температура варьируется от 18 °C в горах до 29 °C на территории низменности.

## Население
Население региона — 813 381 человек, прирост населения — 1,1 % в год. Большая часть населения проживает на севере. Плотность населения — 15,9 чел/км², на севере — около 30 чел/км², на юге — от 4 до 12 чел/км². Уровень урбанизации — 68,1 %.
Половая структура: 51 % — мужчины, 49 % — женщины. Доля детей до 14 лет — 31,9 %. Уровень грамотности — 86 %.
Национальный состав: метисы (83,7 %), кечуа (5,3 %), афроперуанцы (4,9 %), белые (4,2 %). Конфессиональный состав: католики (60,3 %), протестанты (22,1 %).

## Экономика
Экономическая специализация — выращивание масличной пальмы и производство пальмового масла, а также выращивание риса и маниоки. Также выращиваются табак, какао, кукуруза, кофе, хлопок, клубневые и злаковые культуры, апельсины, кокосы и бананы, кока, тропические овощи, сача-инчи (исп. sacha inchi — разновидность арахиса). Животноводство представлено разведением КРС, свиноводством, птицеводством. Месторождения нефти, угля, серебра, золота, поделочных камней и других полезных ископаемых. Лесопильная, текстильная, пищевая промышленность, виноделие.

## Достопримечательности
- Национальный парк Рио-Абисео — входит в состав Всемирного наследия ЮНЕСКО. Около 30 археологических объектов доколумбовой эпохи. Эндемиком этого парка является считавшаяся вымершей желтохвостая обезьяна. В парке представлено огромное разнообразие флоры и фауны, в том числе весьма редкой.
- Национальный парк Кордильера-Асул[исп.] (в переводе — «Синие горы») — горный хребет посреди джунглей.
- Водопад Вело-де-Плата, высота — 480 метров
- Водопады Гера и Пакча в 21 километре от Мойобамбы
- Водопад Ауашийяку, недалеко от города Тарапото
- Термальные источники Сан-Матео и Сульфуросос
- Лагуна-де-Венеция
- Долина Кайнарачи
- Озеро Сауcе[исп.]
- Орхидейные оранжереи
- Город Ламас[исп.] — небольшой примечательный городок, называемый «Народной столицей перуанской Амазонии» (исп. La capital folklórica de la Amazonia peruana). Расположен в живописной местности, окруженной водопадами. Город богат культурными традициями народа кечуа и коренных племен Амазонии, здесь проводятся многочисленные фестивали.
- Город Риоха, в окрестностях которого можно увидеть множество пещер
- Центр Урку в городе Тарапото, исследующий и популяризирующий культуру Амазонии

## Галерея

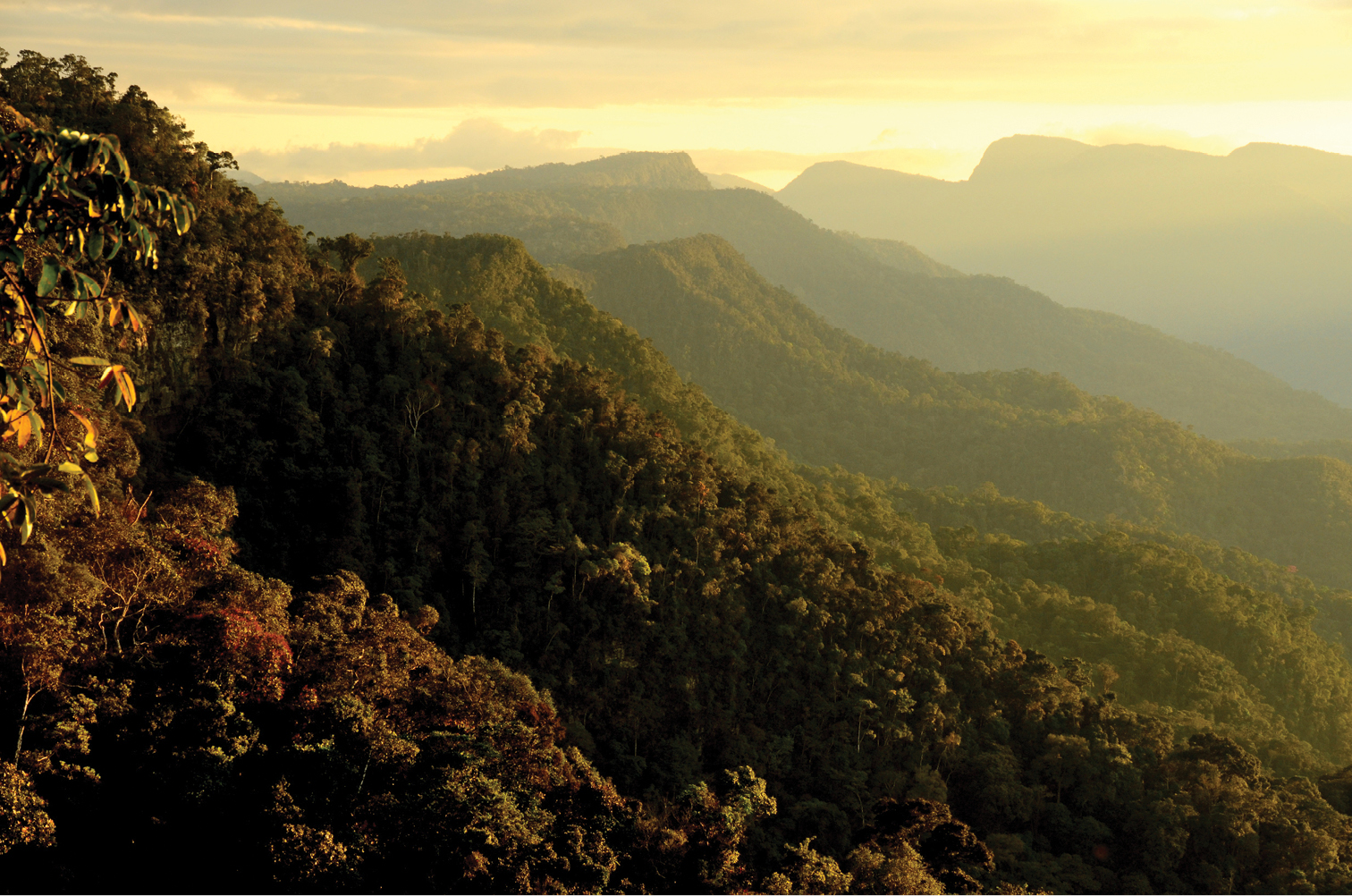
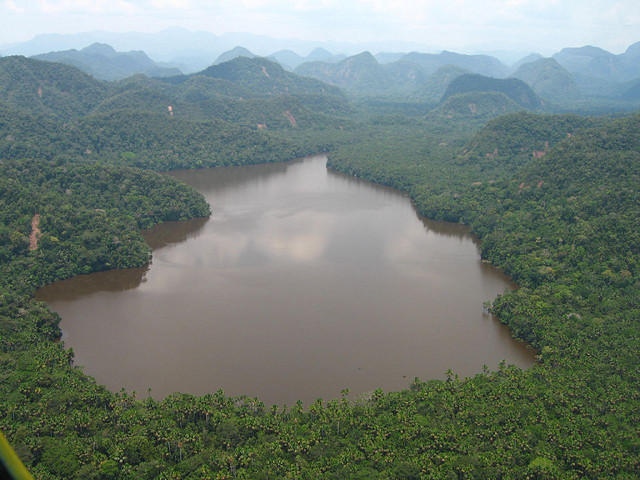
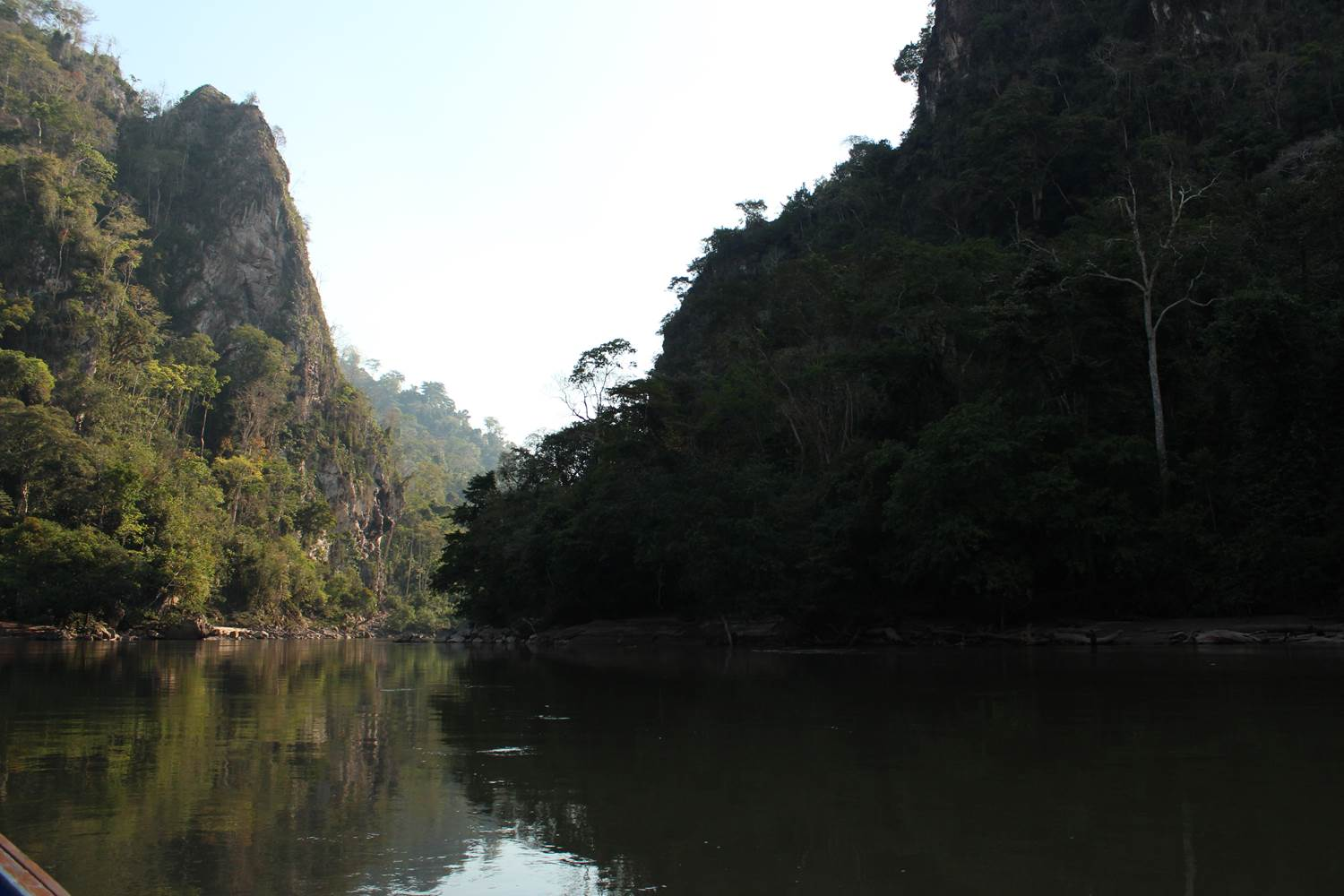
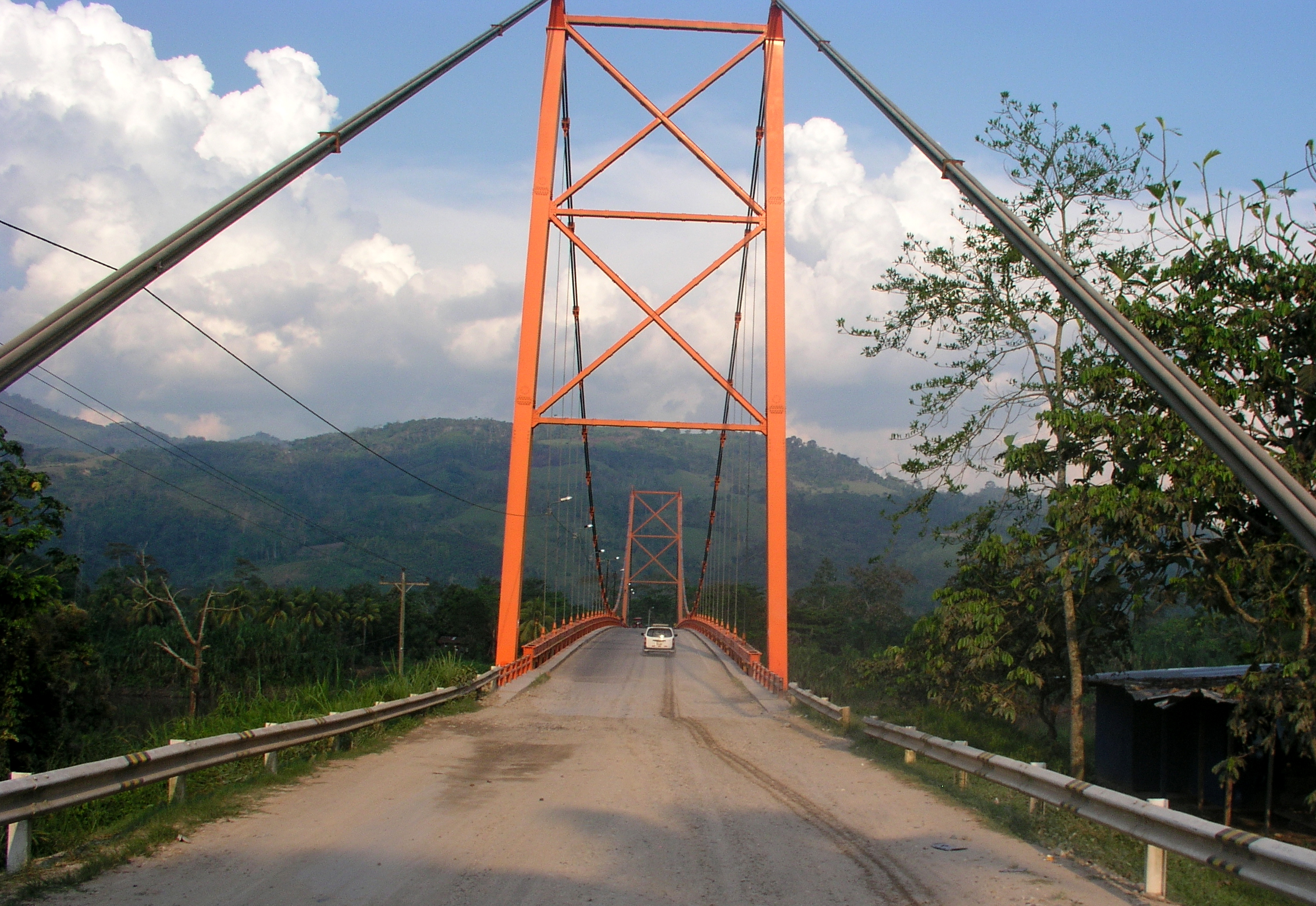
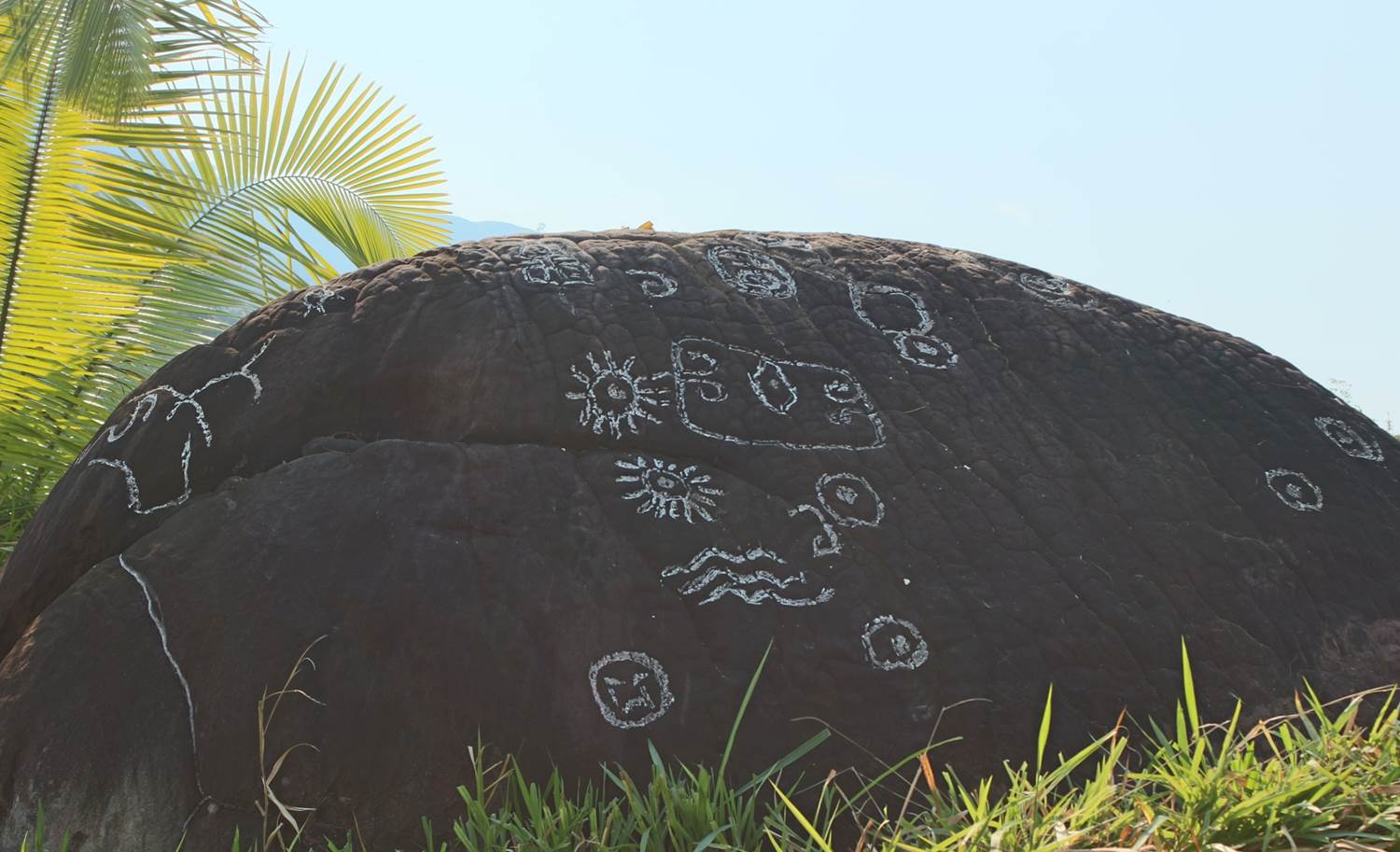
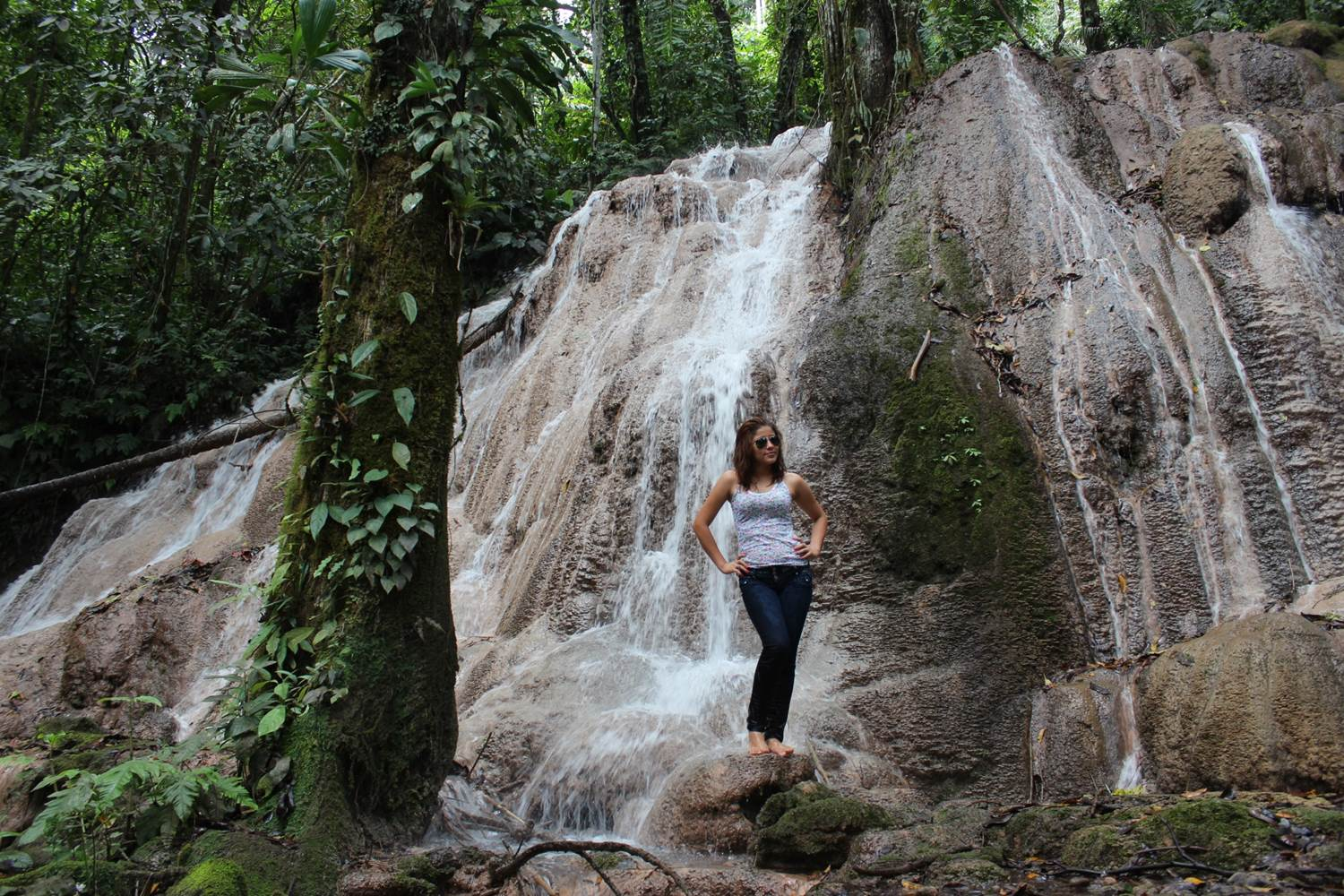
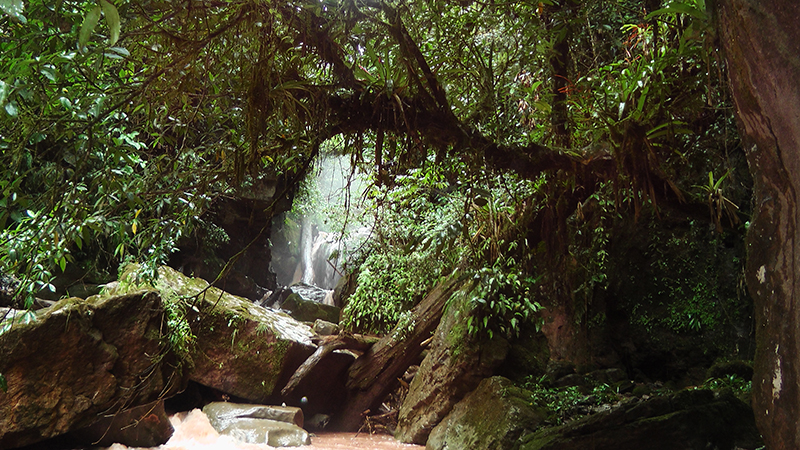
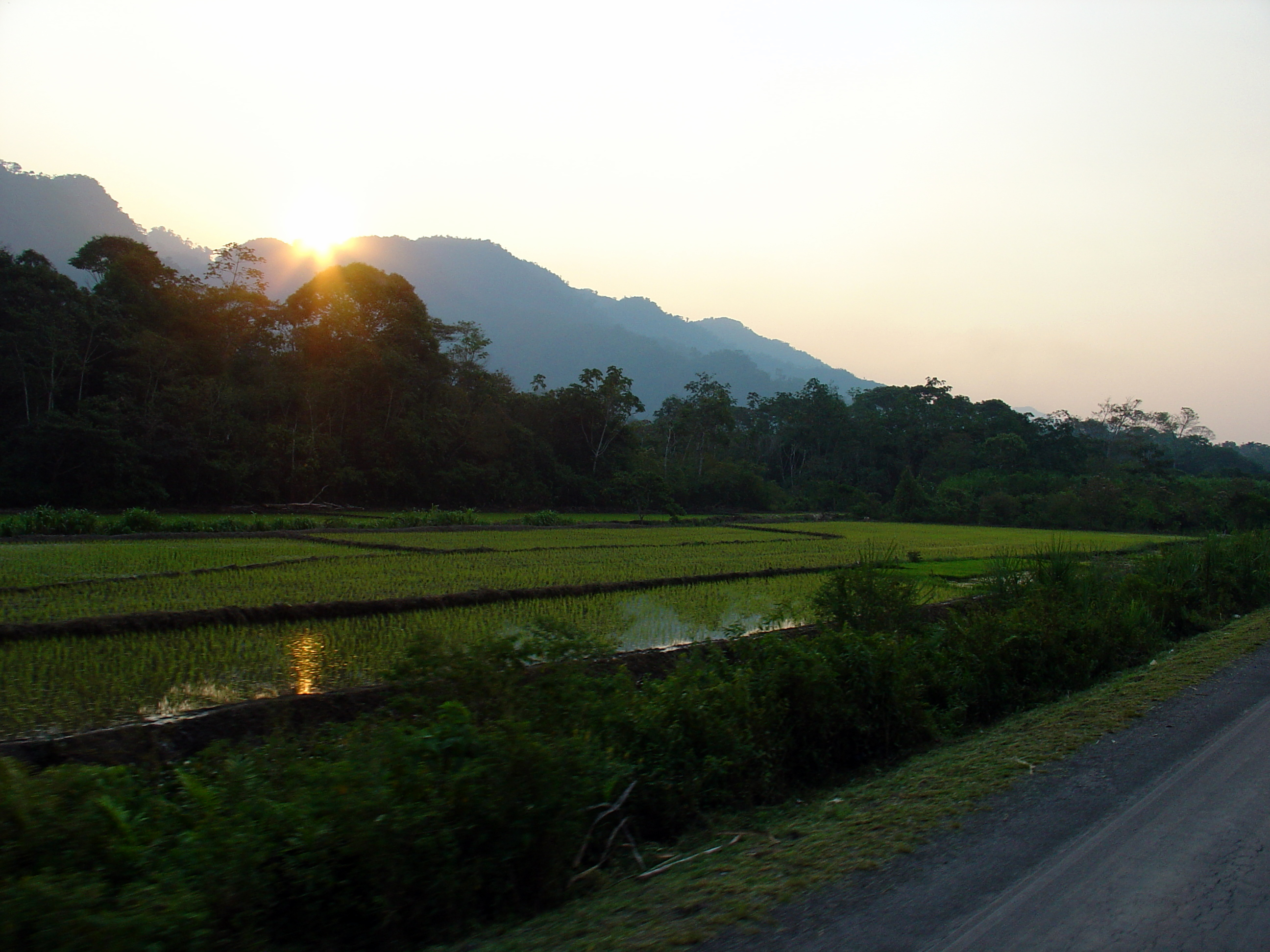
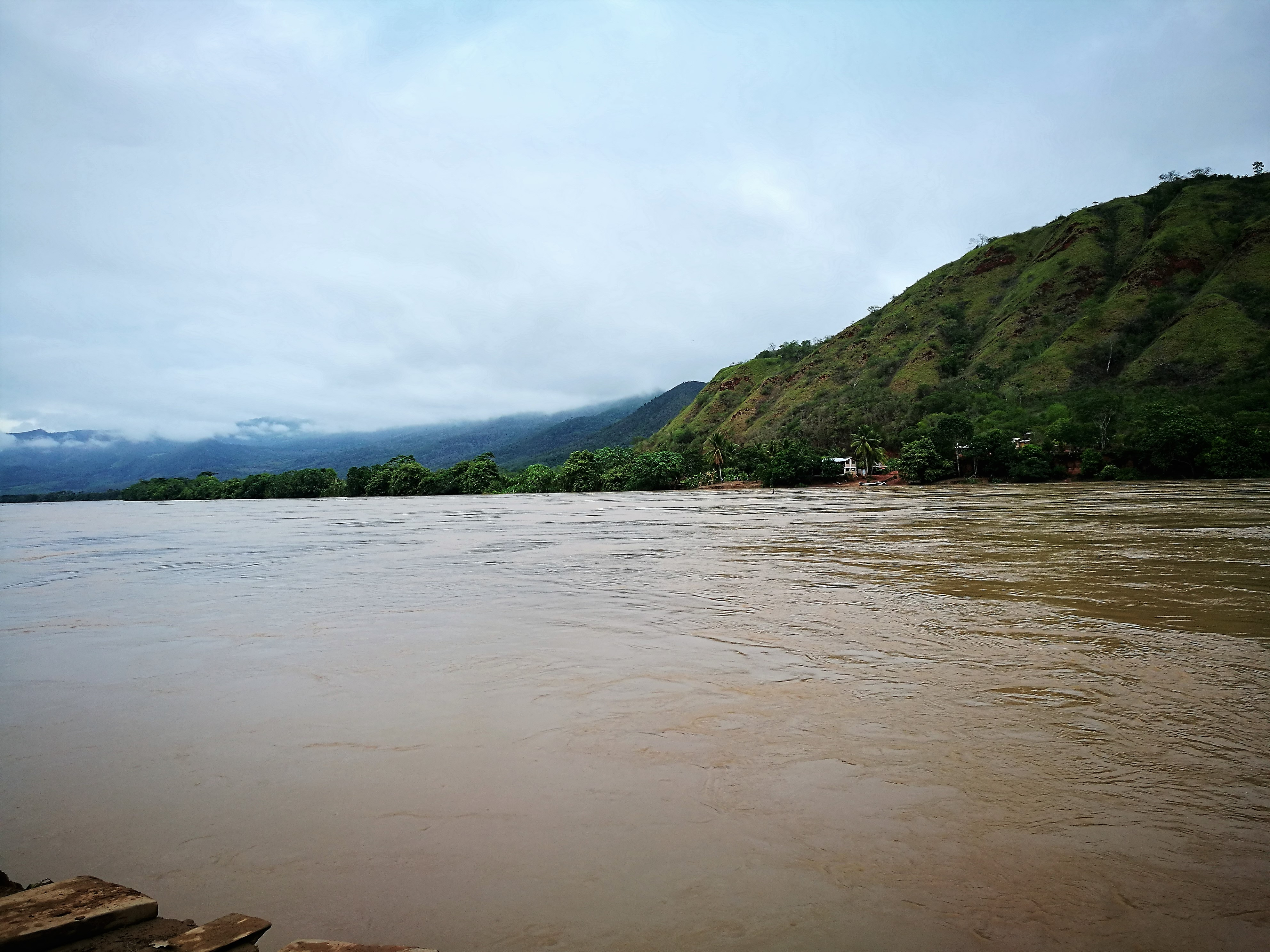
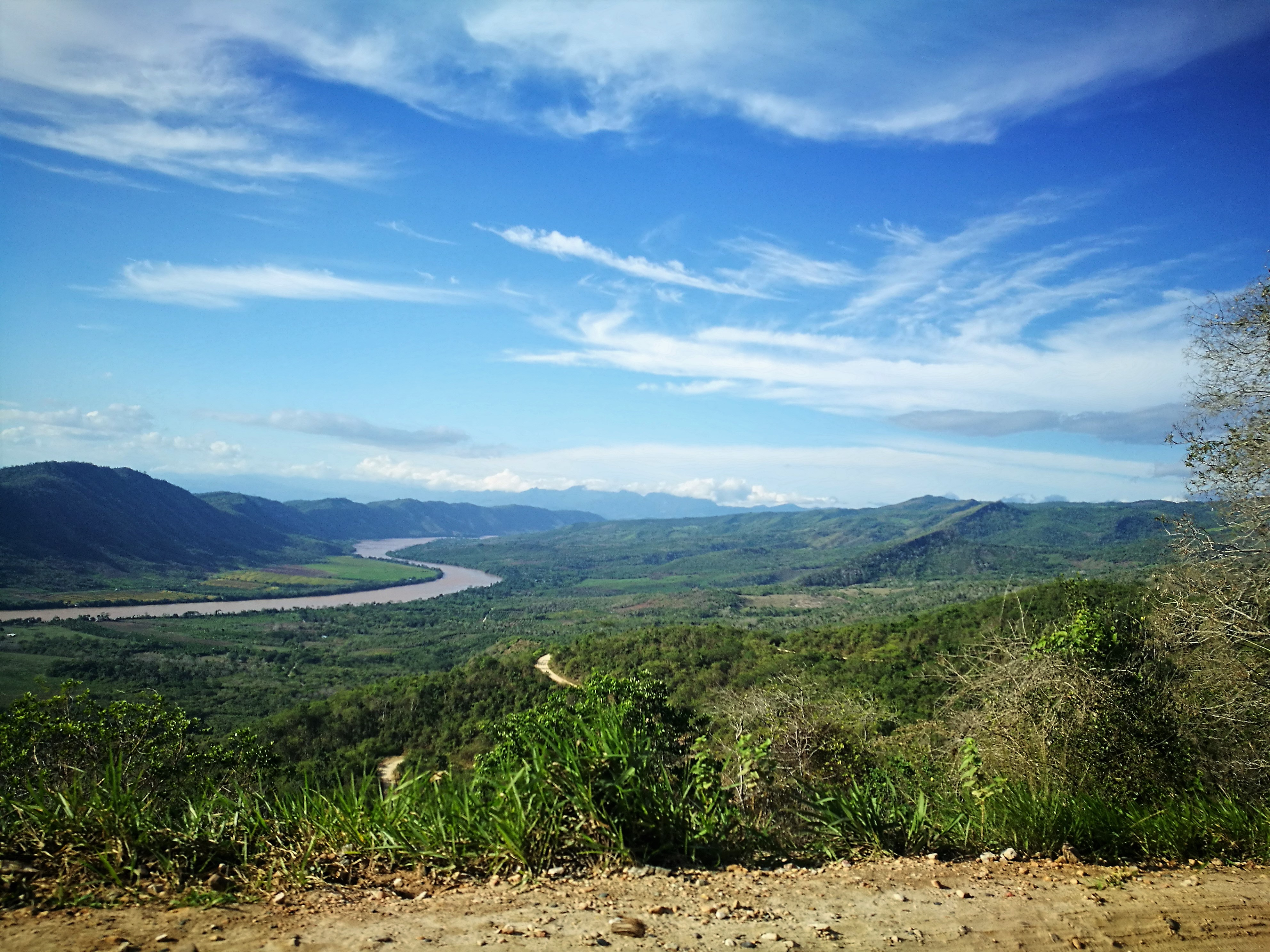
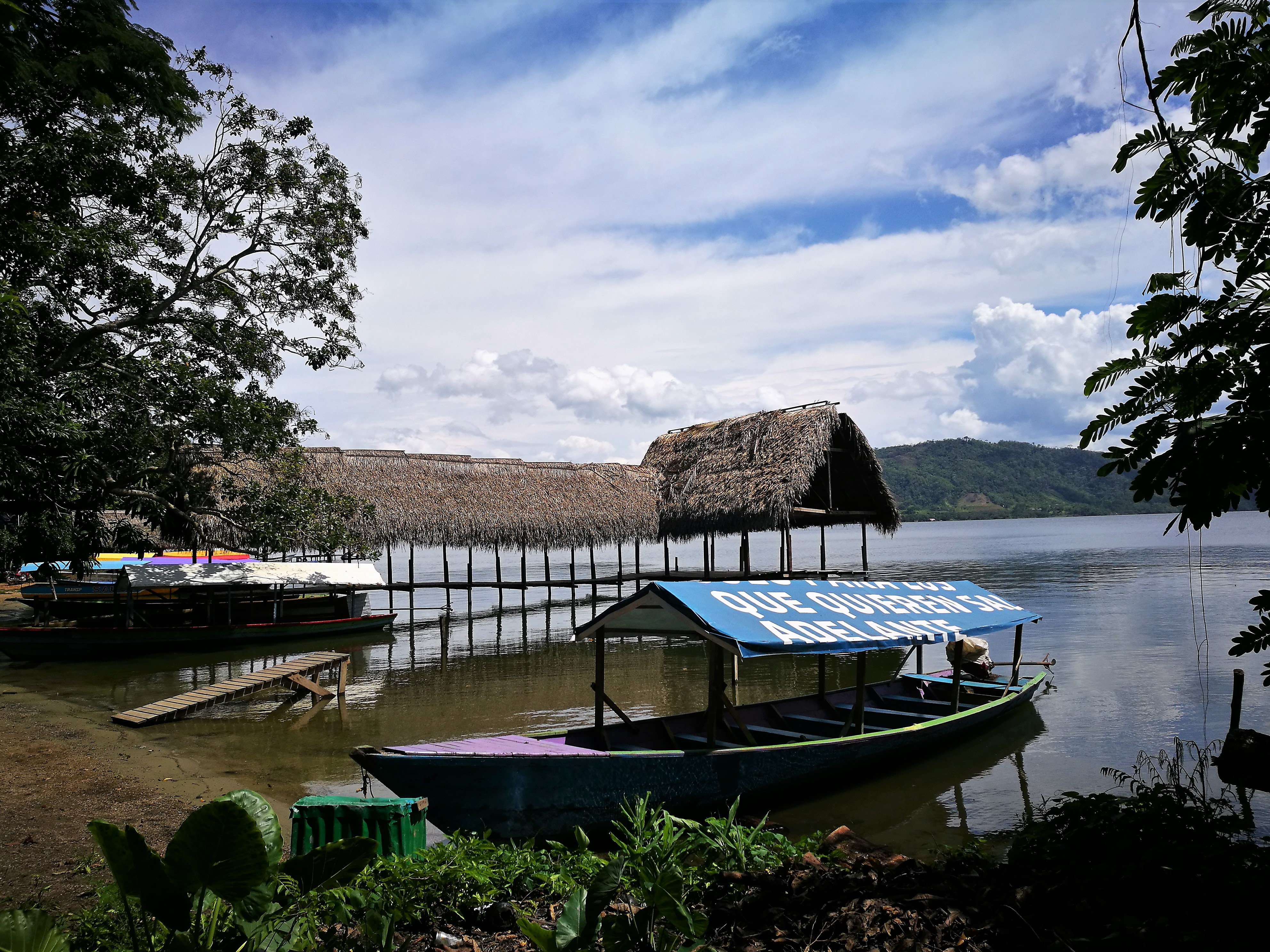
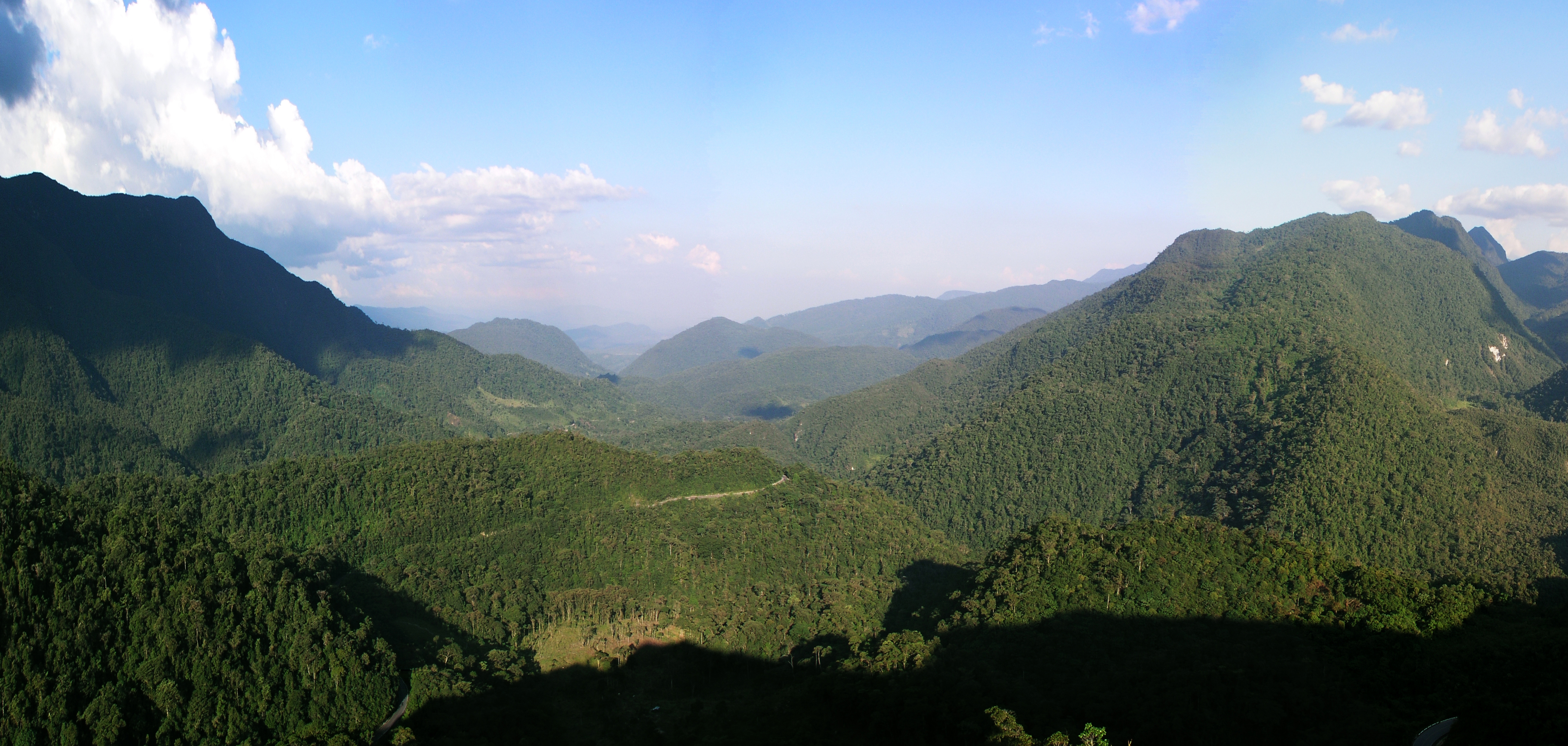
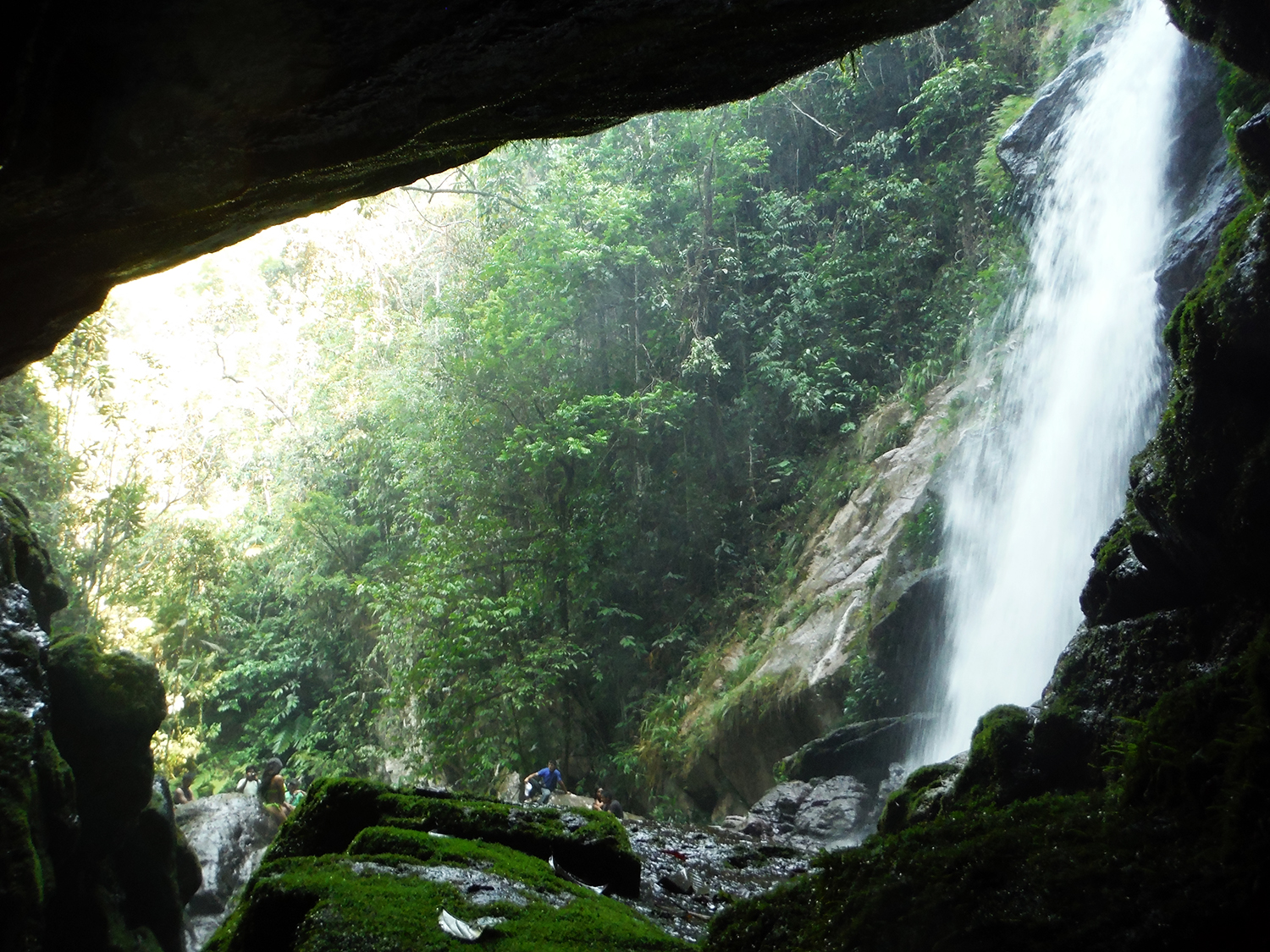
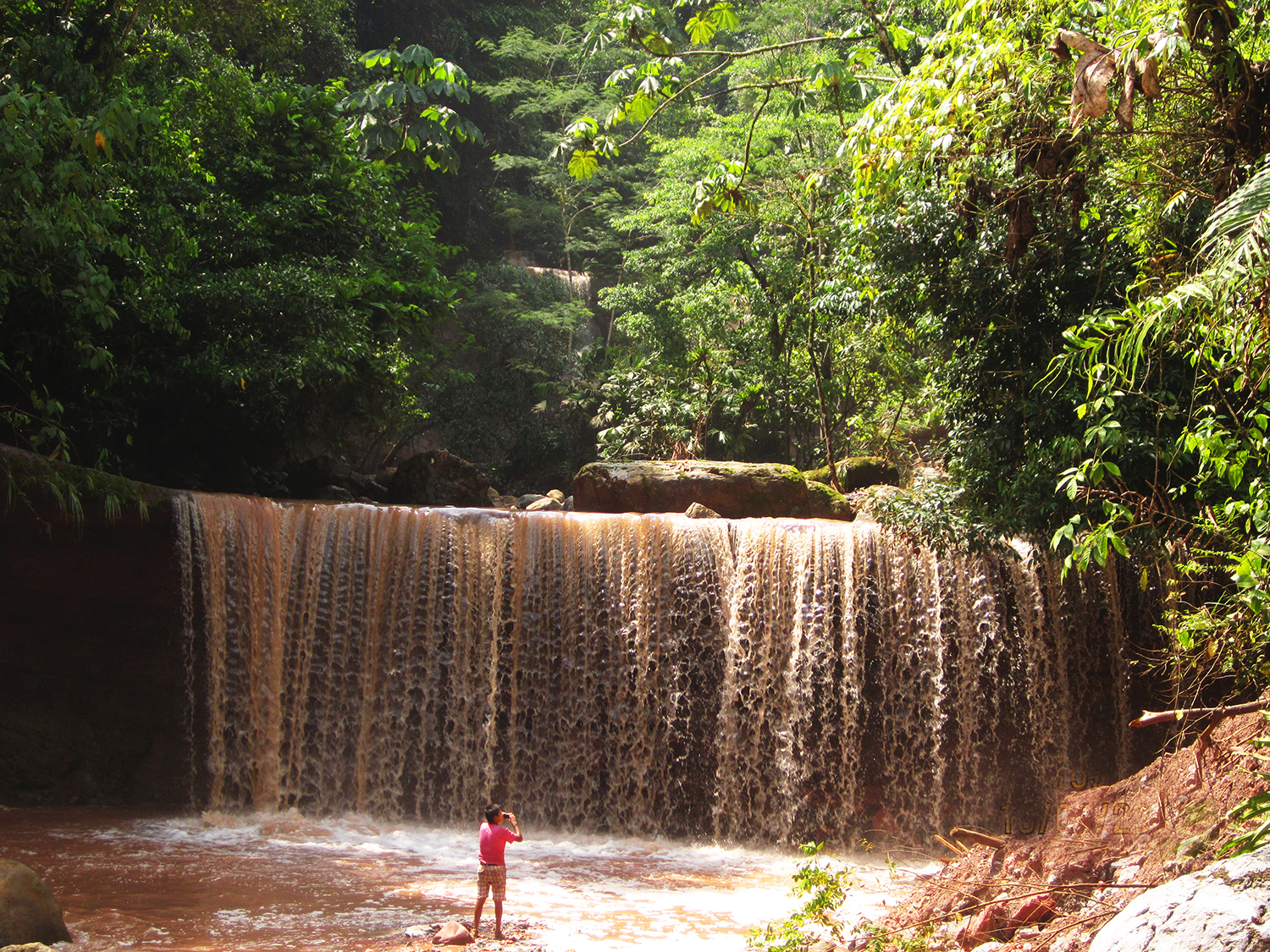
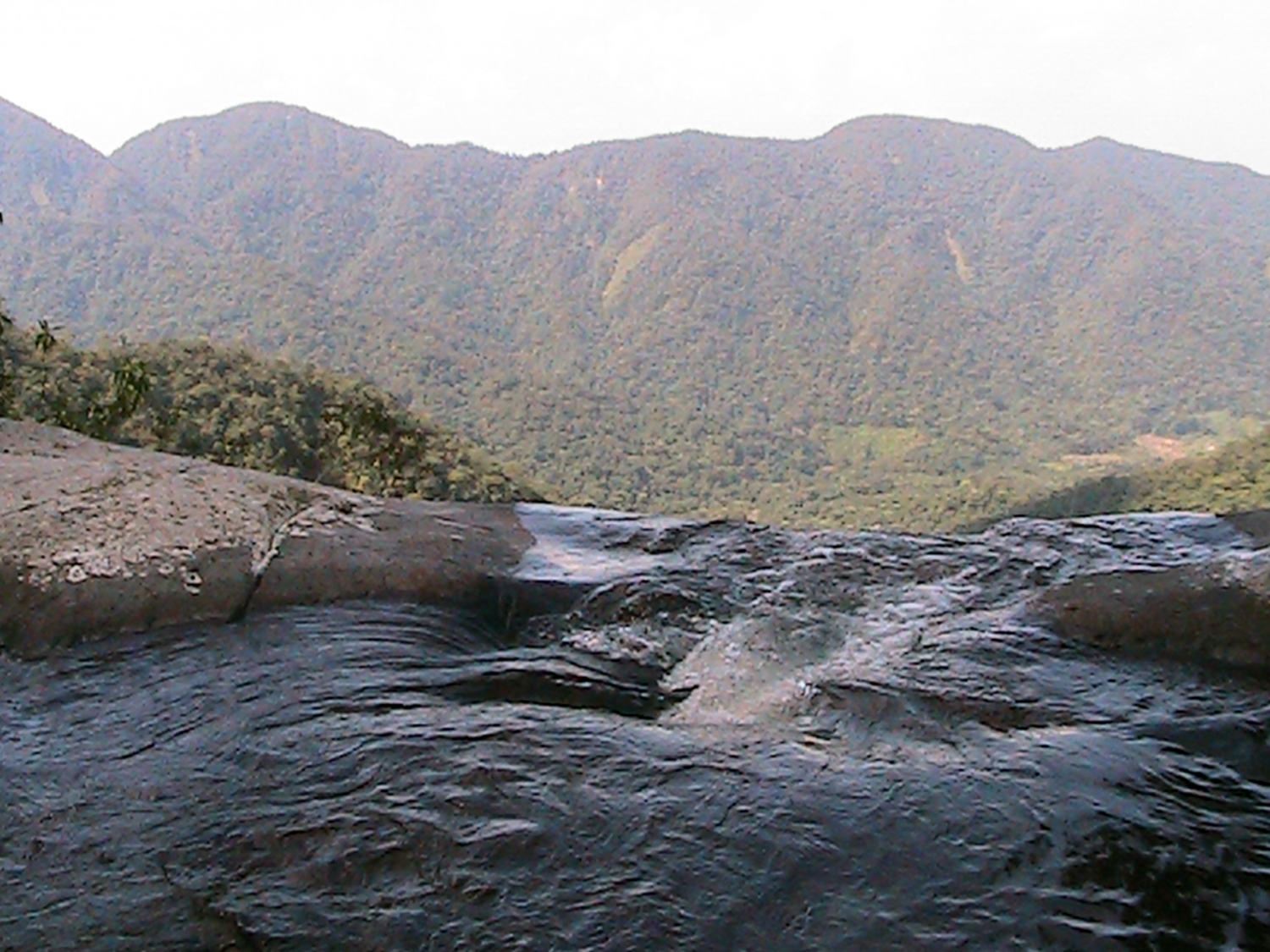
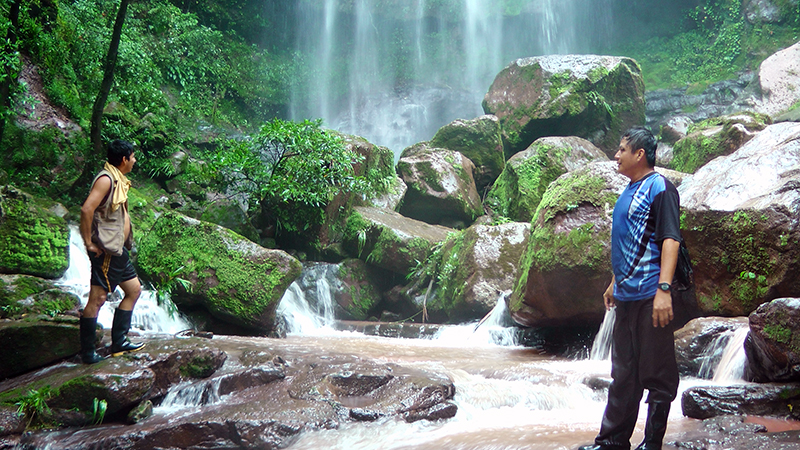
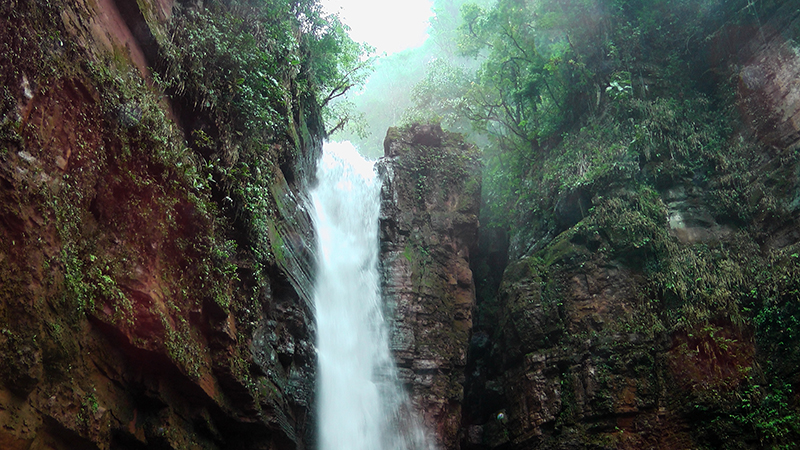
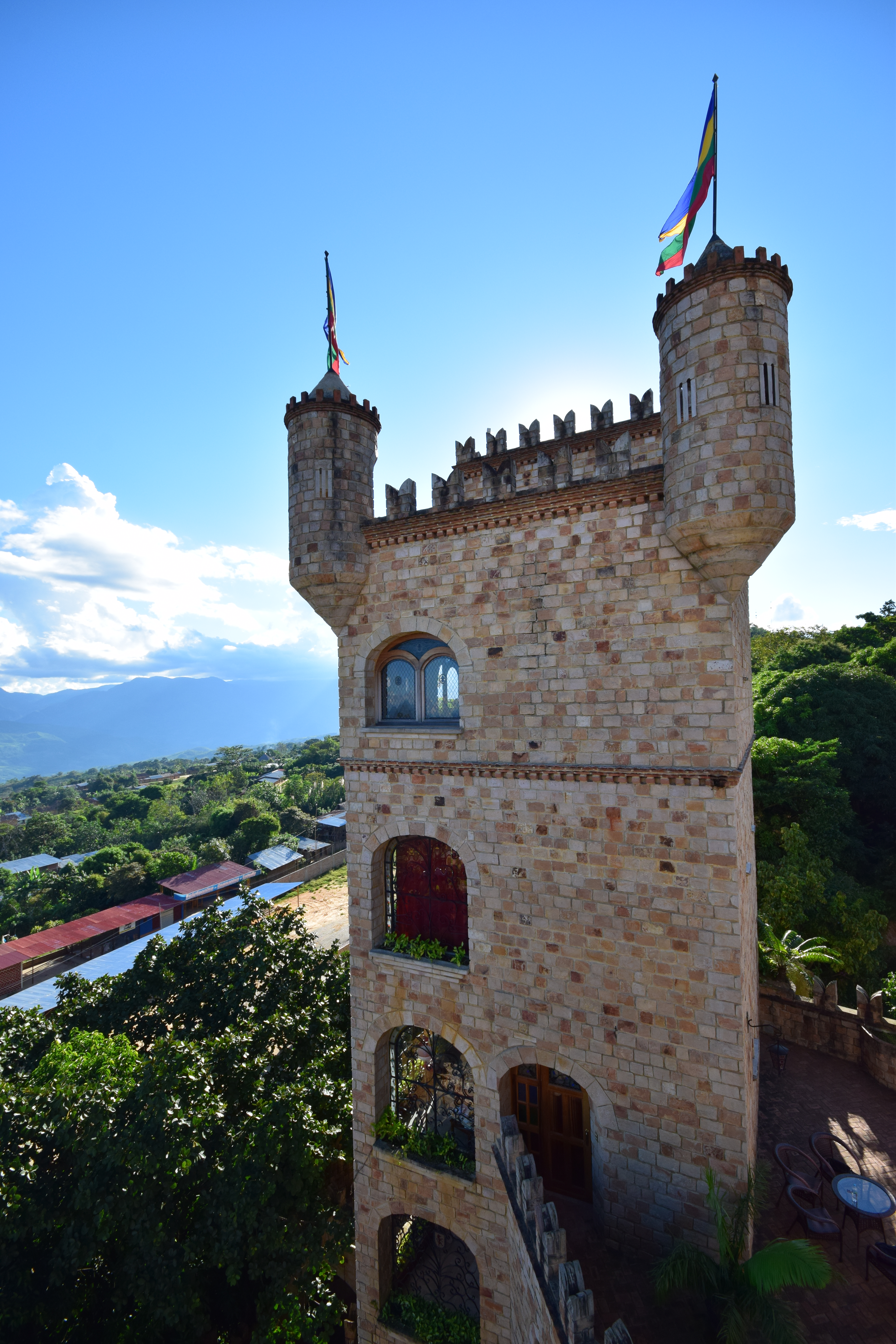
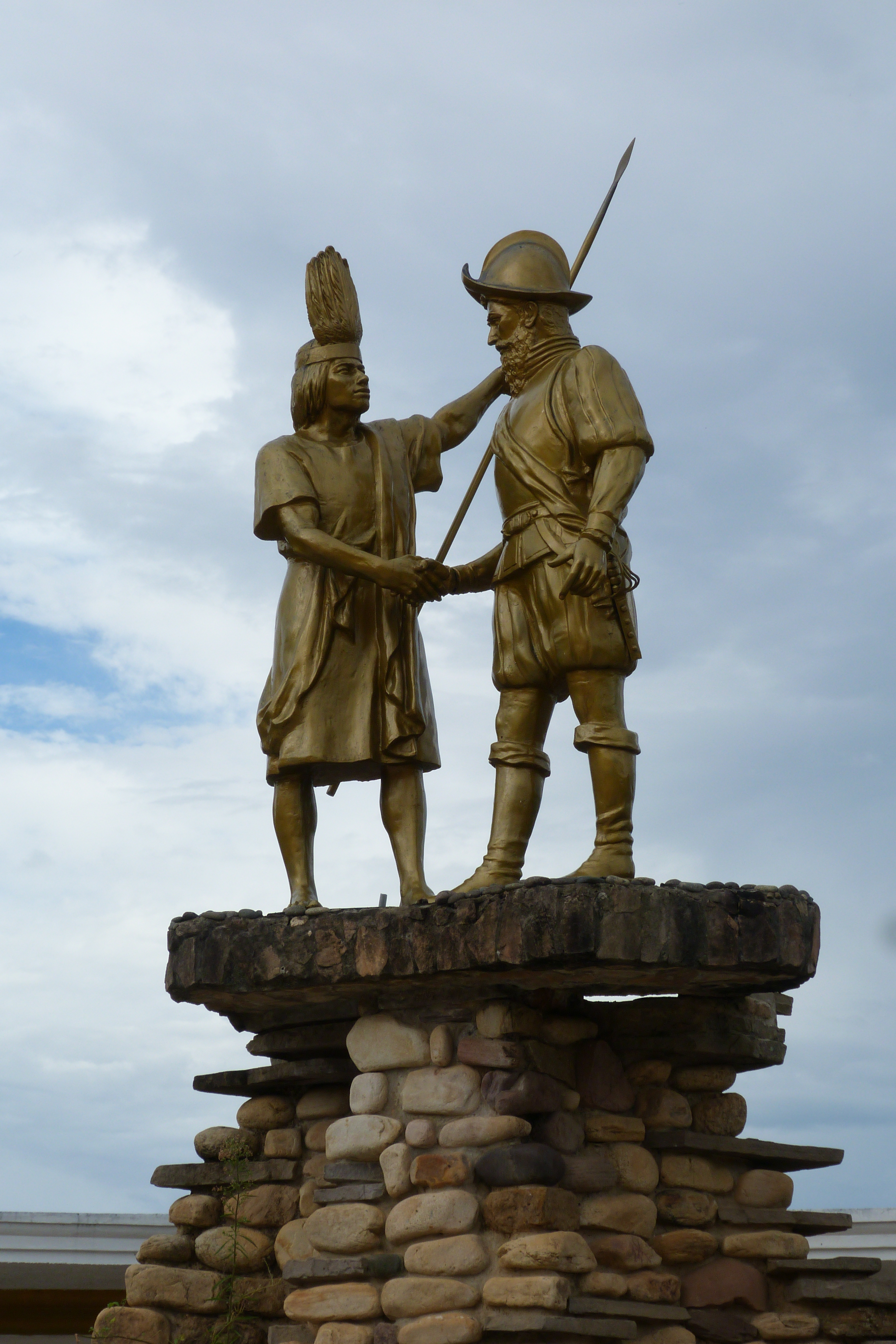
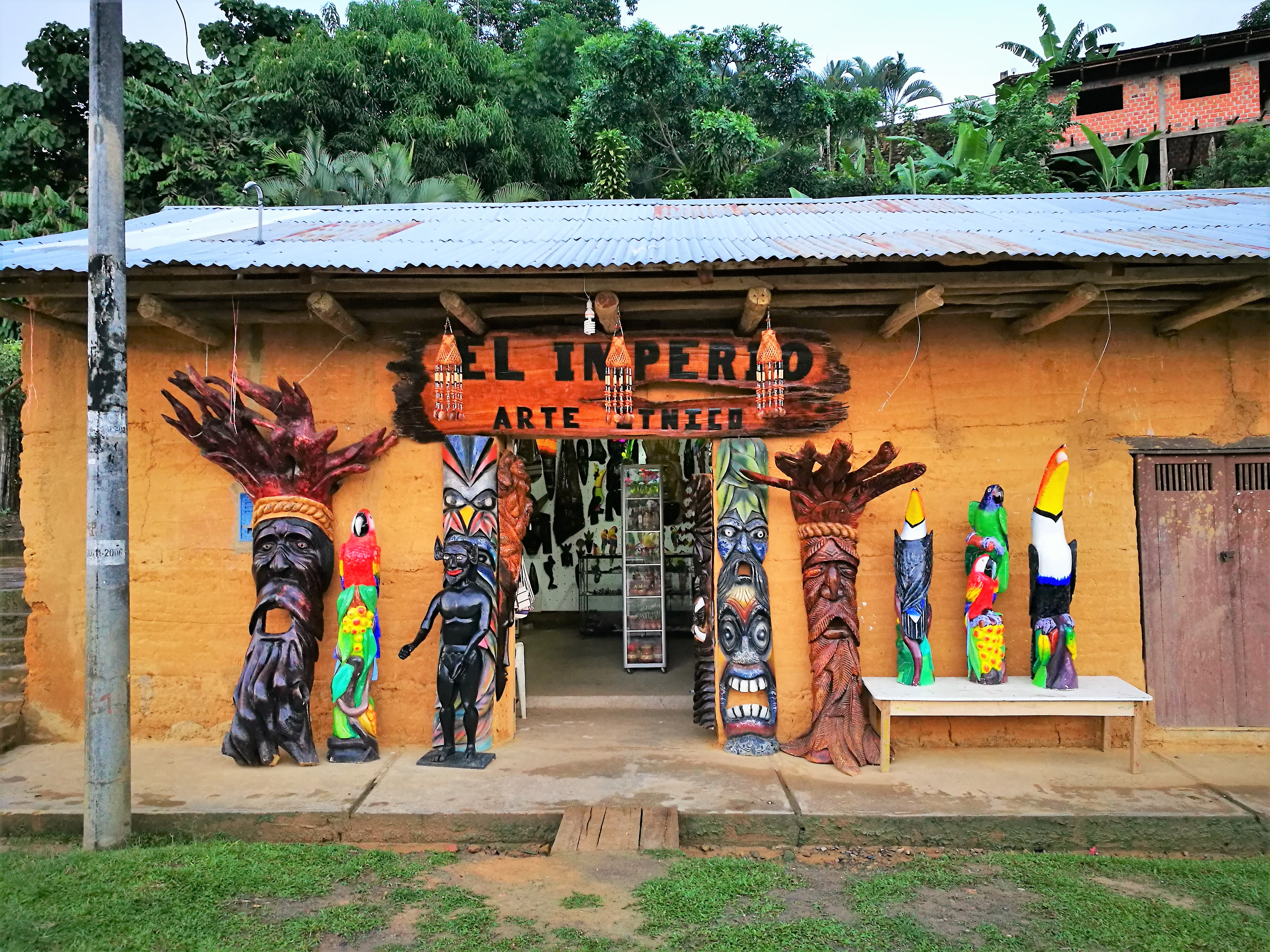

## Административное деление

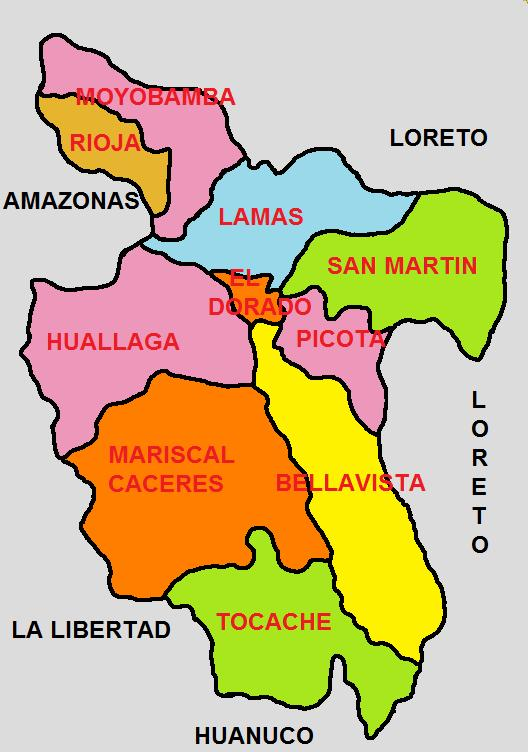
Провинции региона Сан-Мартин

Регион состоит из 10 провинций, которые подразделяются на 77 округа:
| №  | Провинция                            | Административный центр              | Население (2017) |
| -- | ------------------------------------ | ----------------------------------- | ---------------- |
| 1  | Бельявиста (Bellavista)              | Бельявиста (Bellavista)             | 55 033           |
| 2  | Ламас (Lamas)                        | Ламас (Lamas)                       | 81 521           |
| 3  | Марискаль-Касерес (Mariscal Cáceres) | Хуанхуи (Juanjuí)                   | 64 626           |
| 4  | Мойобамба (Moyobamba)                | Мойобамба (Moyobamba)               | 122 365          |
| 5  | Пикота (Picota)                      | Пикота (Picota)                     | 40 545           |
| 6  | Риоха (Rioja)                        | Риоха (Rioja)                       | 122 544          |
| 7  | Сан-Мартин (San Martín)              | Тарапото (Tarapoto)                 | 193 095          |
| 8  | Токаче (Tocache)                     | Токаче-Нуэво (Tocache Nuevo)        | 69 394           |
| 9  | Уальяга (Huallaga)                   | Сапосоа (Saposoa)                   | 27 506           |
| 10 | Эль-Дорадо (El Dorado)               | Сан-Хосе-де-Сиса (San José de Sisa) | 36 752           |